# FFH-Gebiet NSG Rantumbecken
Das FFH-Gebiet NSG Rantumbecken ist ein NATURA 2000-Schutzgebiet in Schleswig-Holstein im Kreis Nordfriesland in der Gemeinde Sylt auf der Insel Sylt im Naturraum Schleswig-Holsteinische Marschen und Nordseeinseln. Es besteht aus einer eingedeichten ehemaligen Bucht mit vorgelagertem Marschland östlich der Landesstraße L24 und südlich der Tinnumer Wiesen. Die Bucht wird seeseitig durch einen Abschlussdeich vor Sturmfluten geschützt. Der innere Deichfuß des Abschluss- und Binnendeiches bildet gleichzeitig die FFH-Gebietsgrenze. Es hat eine Fläche von 567 ha, die fünf verschiedene FFH-Lebensraumklassen beherbergt, siehe Diagramm 1.

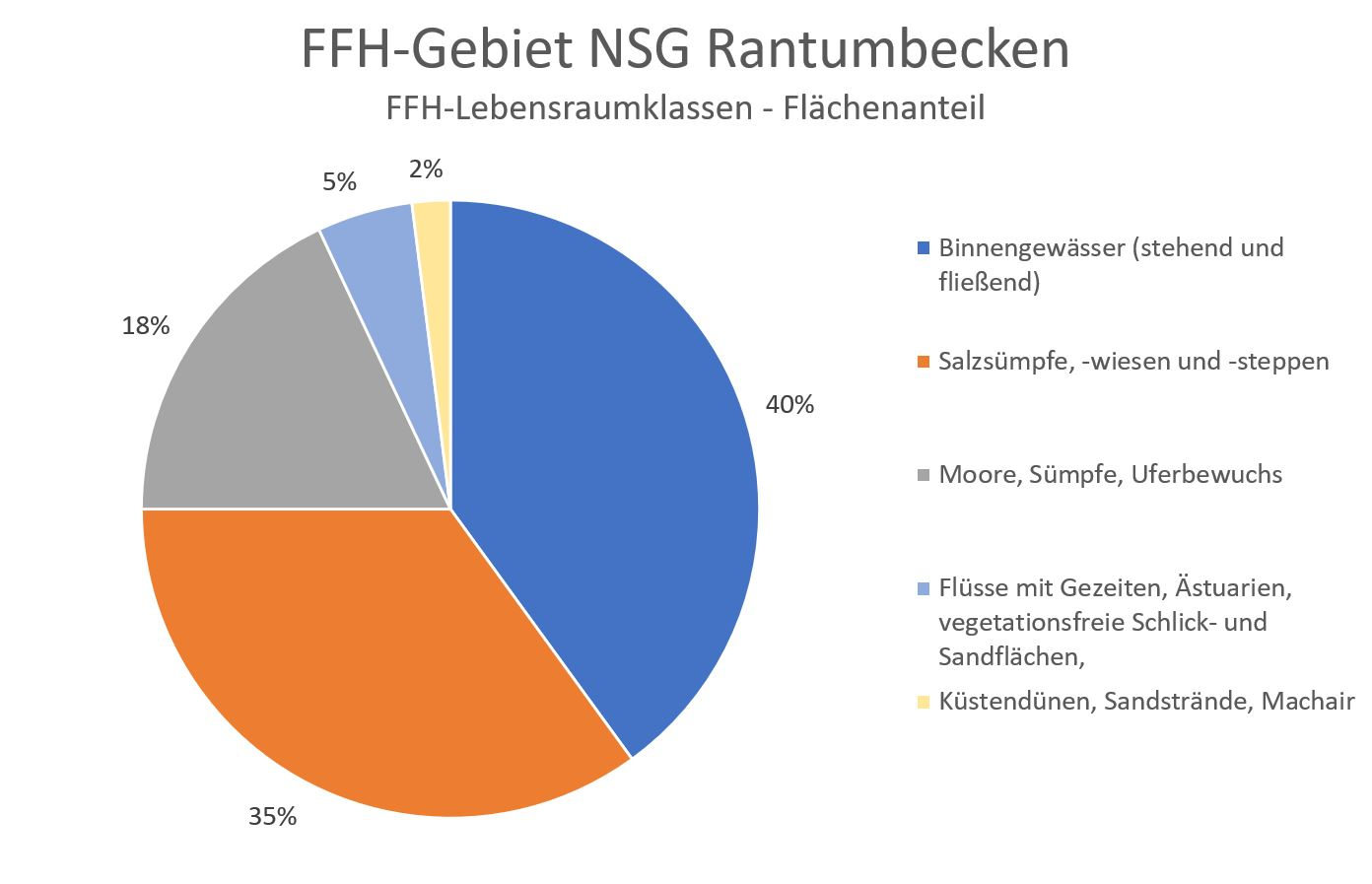
Diagramm 1: FFH-Lebensraumklassen

Die größte Ausdehnung liegt in Nordostrichtung und beträgt 3,7 km. Im südlichen Teil des Abschlussdeiches befindet sich ein Sielbauwerk, das die Wasserstände im Rantumbecken reguliert. Der Deich wurde in den Jahren 1936 bis 1937 durch den Reichsarbeitsdienst gebaut. In der aufgestauten Bucht sollten Wasserflugzeuge der neu gegründeten Reichsluftwaffe unabhängig vom Gezeitenstand sicher starten und landen können. Nach dem 2. Weltkrieg wurden die Abwässer von Westerland in das Areal geleitet. Ab 1962 wurde das Rantumbecken renaturiert.

## FFH-Gebietsgeschichte und Naturschutzumgebung
Der NATURA 2000-Standard-Datenbogen (SDB) für dieses FFH-Gebiet wurde im Februar 1996 vom Landesamt für Landwirtschaft, Umwelt und ländliche Räume (LLUR) des Landes Schleswig-Holstein erstellt, im August 2000 als Gebiet von gemeinschaftlicher Bedeutung (GGB) vorgeschlagen, im Dezember 2004 von der EU als GGB bestätigt und im Januar 2010 national nach § 32 Absatz 2 bis 4 BNatSchG in Verbindung mit § 23 LNatSchG als besonderes Erhaltungsgebiet (BEG) bestätigt. Der SDB wurde zuletzt im Mai 2019 aktualisiert. Für acht FFH-Gebiete im Bereich des Nordfriesischen Wattenmeeres wurden die nationalen Managementpläne durch den transnationalen Wattenmeerplan 2010 ersetzt. Das gemeinsame Wattenmeersekretariat hat seinen Sitz in Wilhelmshaven und koordiniert die Aktivitäten der drei Wattenmeerländer Dänemark, Deutschland und die Niederlande. Dennoch hat sich das Ministerium für Energiewende, Landwirtschaft, Umwelt, Natur und Digitalisierung des Landes Schleswig-Holstein wegen der bislang eher unspezifischen Maßnahmenvorschläge des Wattenmeerplanes 2010 dazu entschlossen, einen eigenen Managementplan für dieses FFH-Gebiet zu erstellen. Dieser wurde am 14. September 2020 veröffentlicht. Es handelt sich um die erste Fortschreibung für den Teilgebietsbereich „NSG Rantumbecken“. Er enthält ebenfalls den Managementplan für das Europäische Vogelschutzgebiet DE-0916-491 „Ramsar-Gebiet S-H Wattenmeer und angrenzende Küstengebiete“. In diesem Artikel werden nur die Teile, die sich auf das FFH-Gebiet beziehen, behandelt.

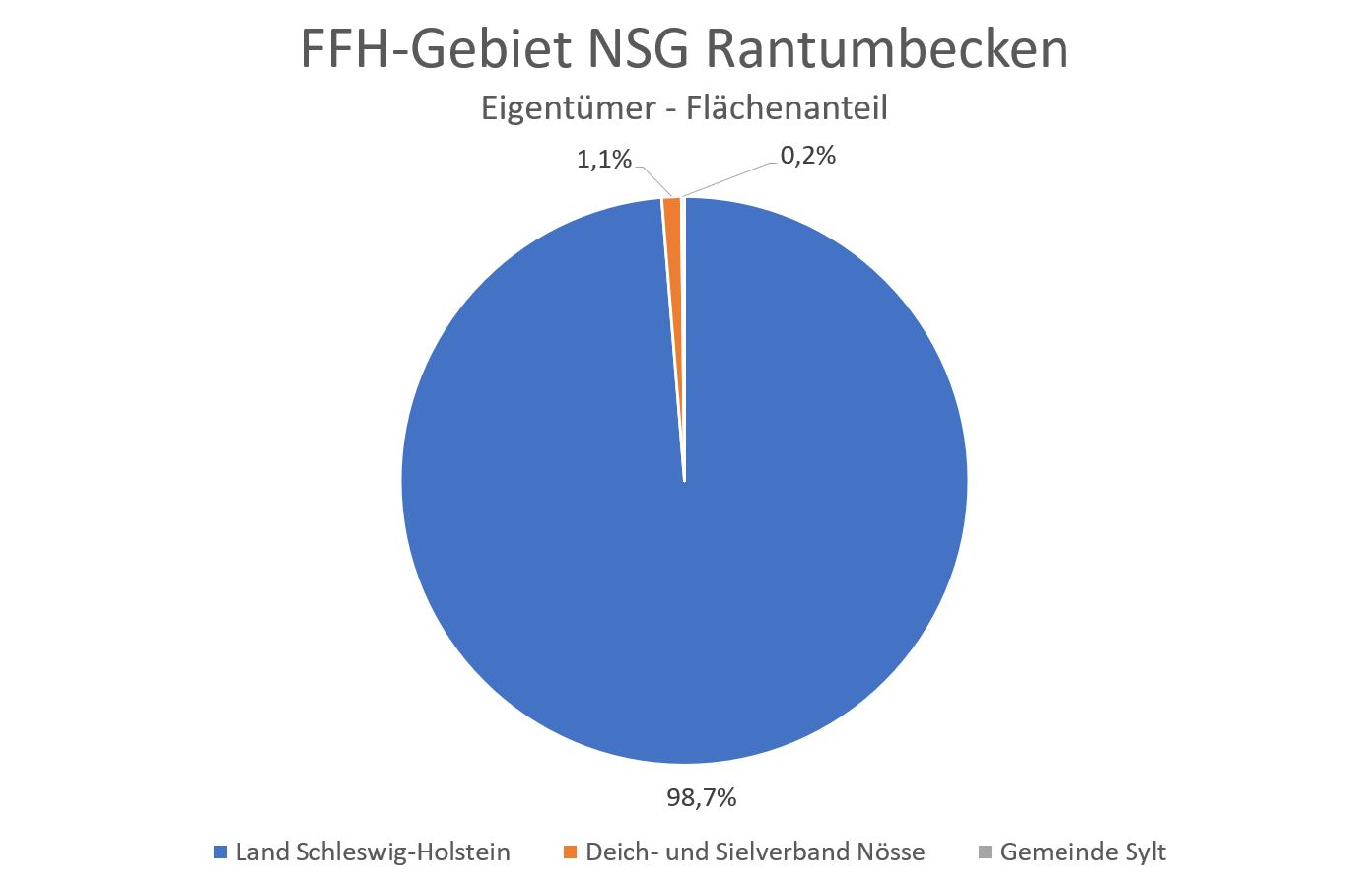
Diagramm 2: Eigentümer

Das „FFH-Gebiet NSG Rantumbecken“ grenzt mit dem Abschlussdeich an den 1985 ausgewiesenen Nationalpark Schleswig-Holsteinisches Wattenmeer, dessen Grenze zum „FFH-Gebiet NSG Rantumbecken“ mit der des 2004 gegründeten „FFH-Gebietes NTP S-H Wattenmeer und angrenzende Küstengebiete“ übereinstimmt. Es grenzt mit dem Abschlussdeich seeseitig ebenfalls an das 1990 gegründete „Biosphärenreservat Schleswig-Holsteinisches Wattenmeer und Halligen“. Das „FFH-Gebiet NSG Rantumbecken“ ist ebenfalls Teil des „EU-Vogelschutzgebietes Ramsar-Gebiet S-H Wattenmeer und angrenzende Küstengebiete“ und ist flächenmäßig identisch mit dem 1983 gegründetem „Naturschutzgebiet Rantumbecken“. Westlich befindet sich, durch einen schmalen Streifen an der L24 getrennt, das FFH-Gebiet Dünenlandschaft Süd-Sylt. Das FFH-Gebiet NSG Rantumbecken befindet sich zu 99 % im Besitz des Landes Schleswig-Holstein. Ein 1 ha großer Streifen am westlichen Deich ist Eigentum des Deich- und Sielverbandes Nösse und ein 6,3 ha großes ehemaliges Klärbecken gehört der Gemeinde Sylt, siehe Diagramm 2. Die Betreuung geschützter Gebiete in Schleswig-Holstein gem. § 20 LNatSchG wurde vom LLUR für dieses NSG-Gebiet dem Verein Jordsand zum Schutze der Seevögel und der Natur e.V. übertragen. Um das FFH-Gebiet herum auf den Deichen führt ein 9 km langer Rundweg für Wanderer und Radfahrer. Am Wanderweg befinden sich drei Informationstafeln des landesweiten Besucherinformationssystems (BIS).

## FFH-Erhaltungsgegenstand

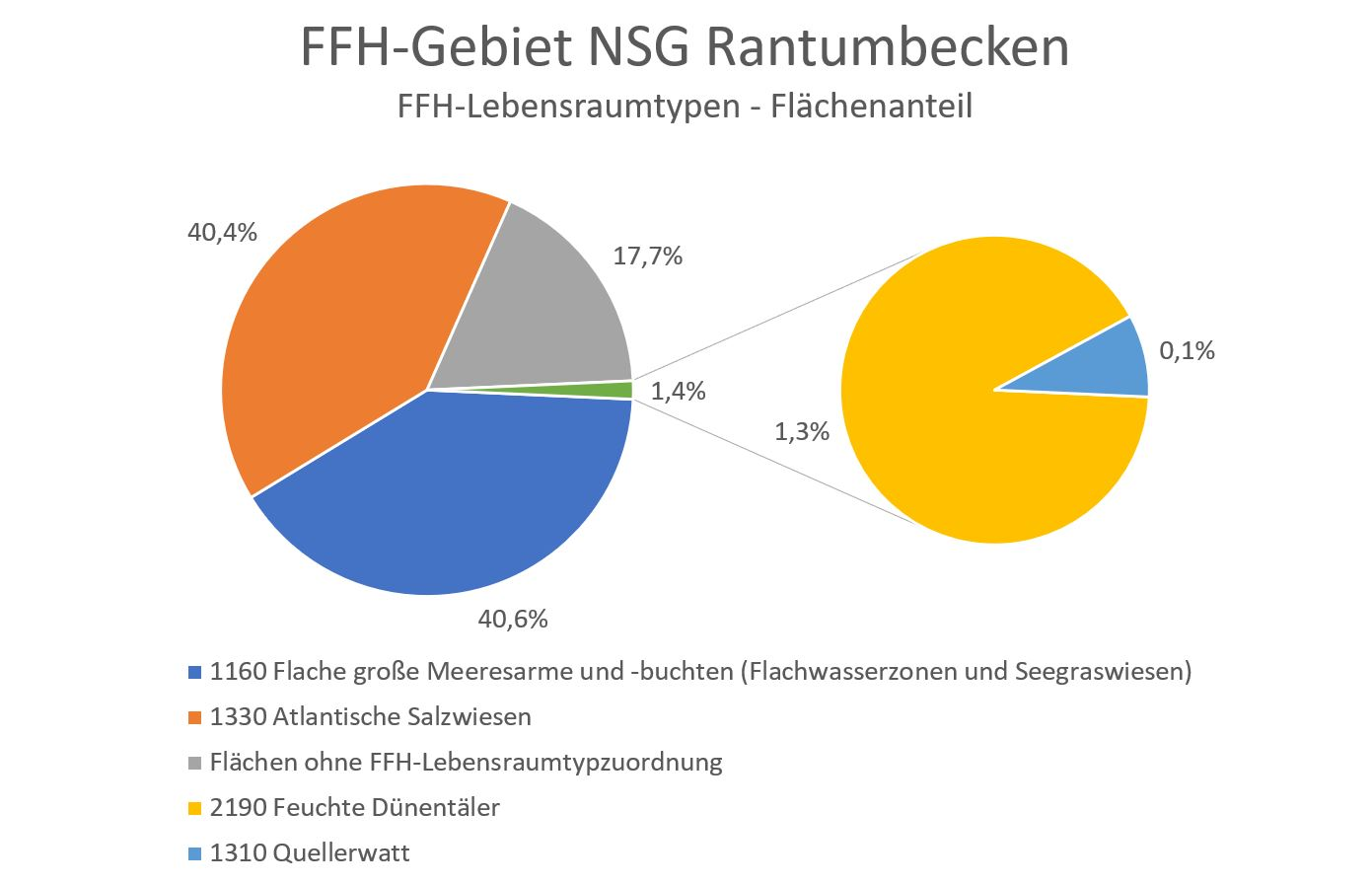
Diagramm 3: FFH-Lebensraumtypen

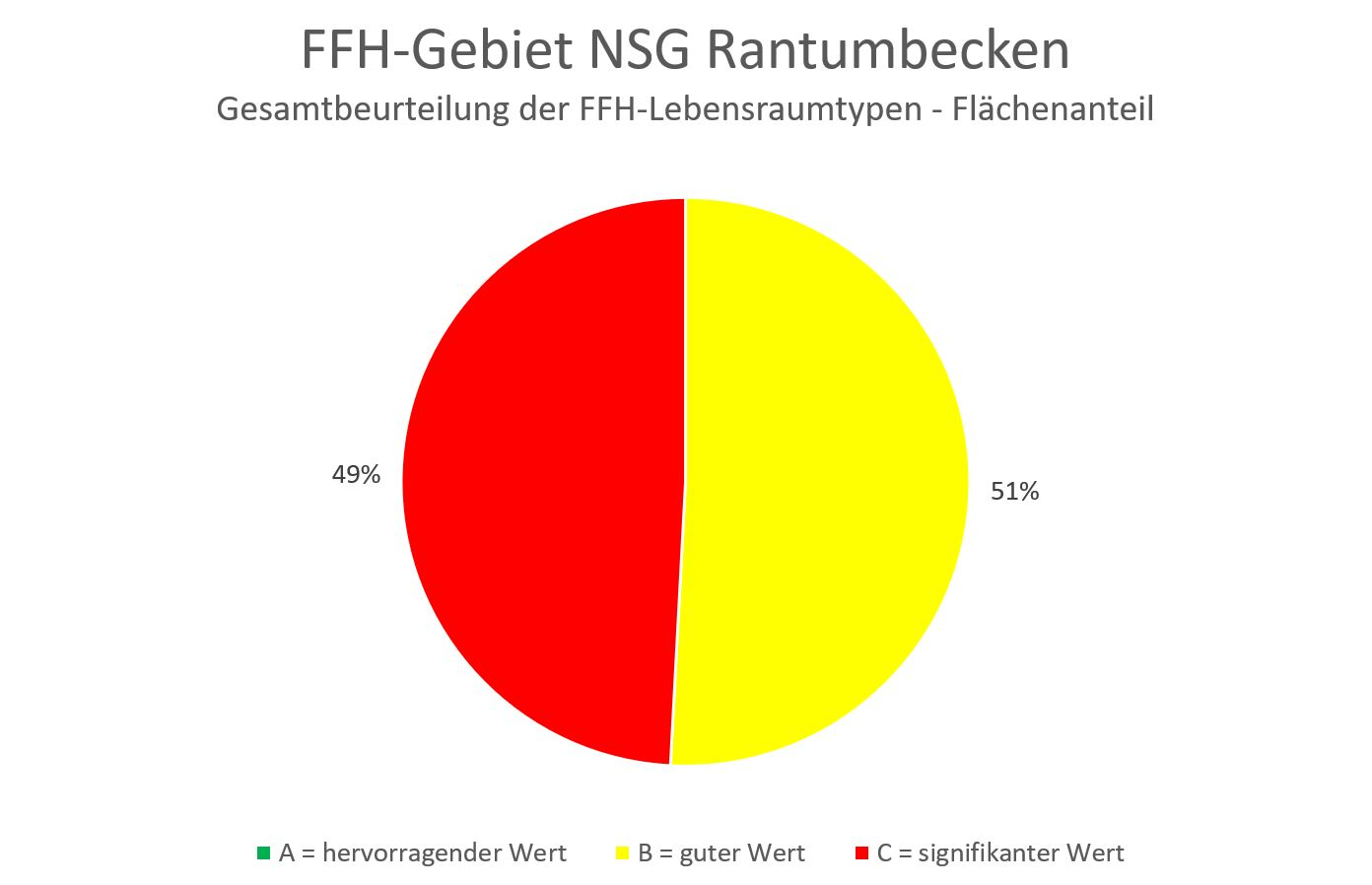
Diagramm 4: Gesamtbeurteilung der FFH-Lebensraumtypen

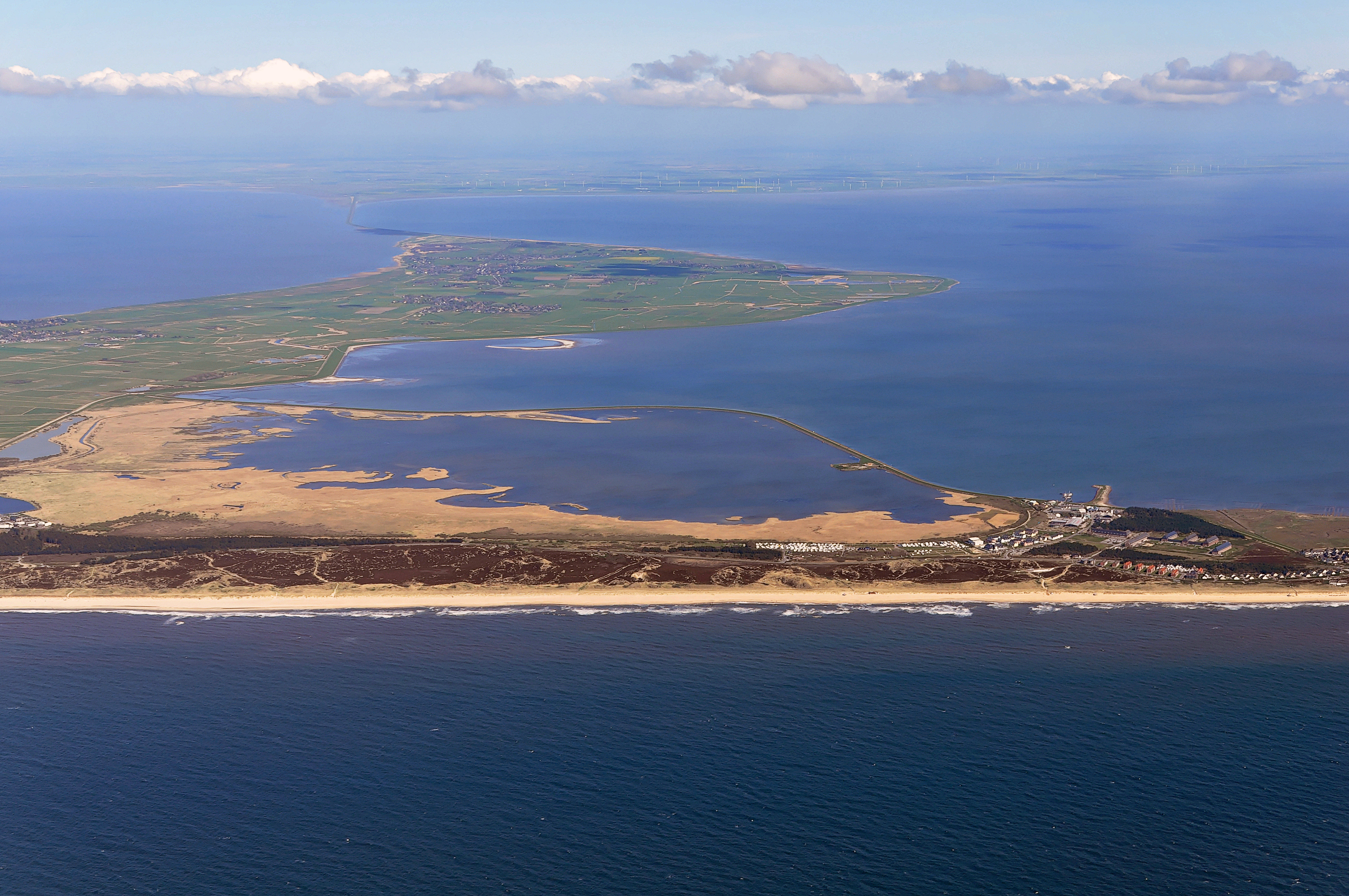
Rantumbecken

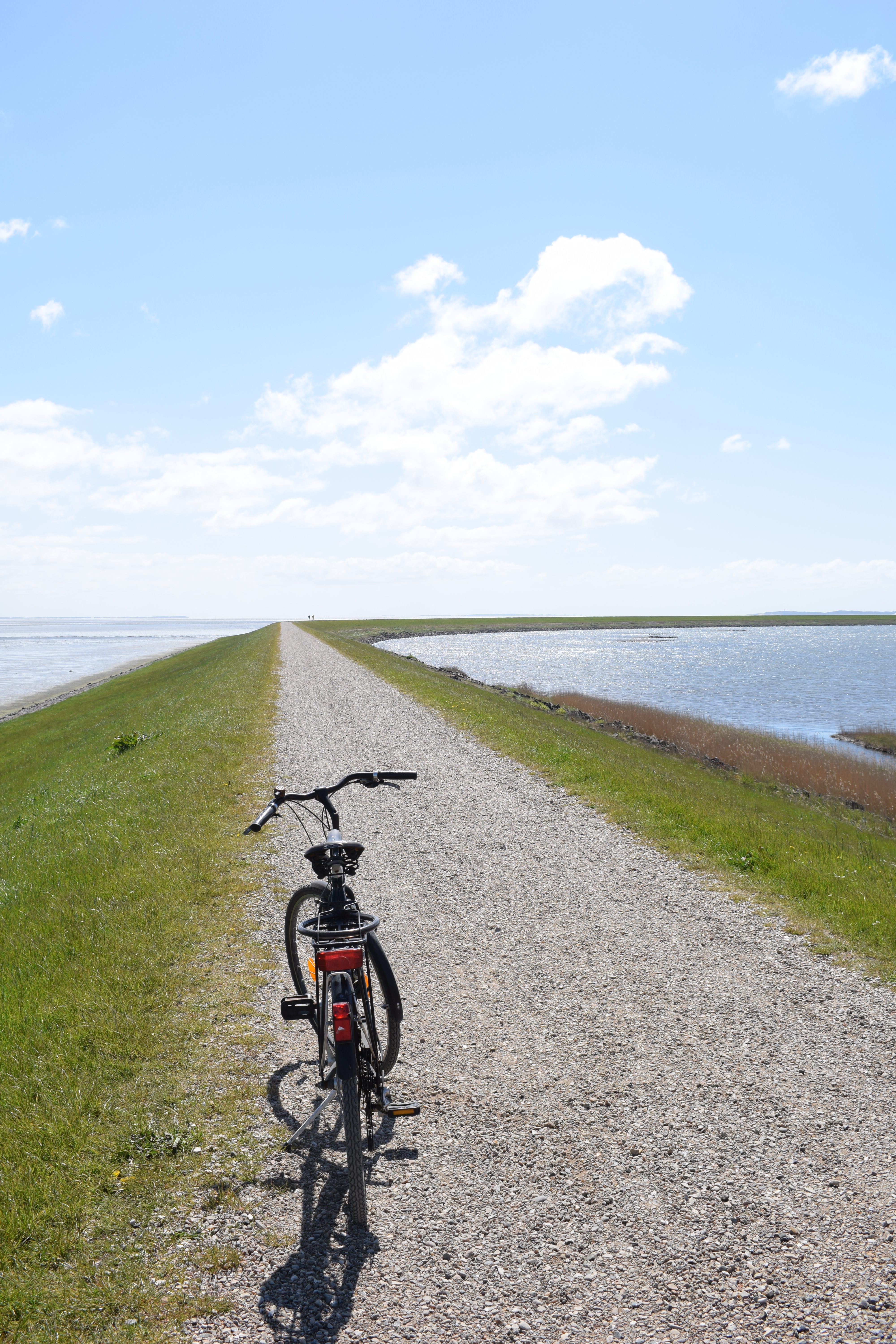
Abschlussdeich, Rantumbecken rechts

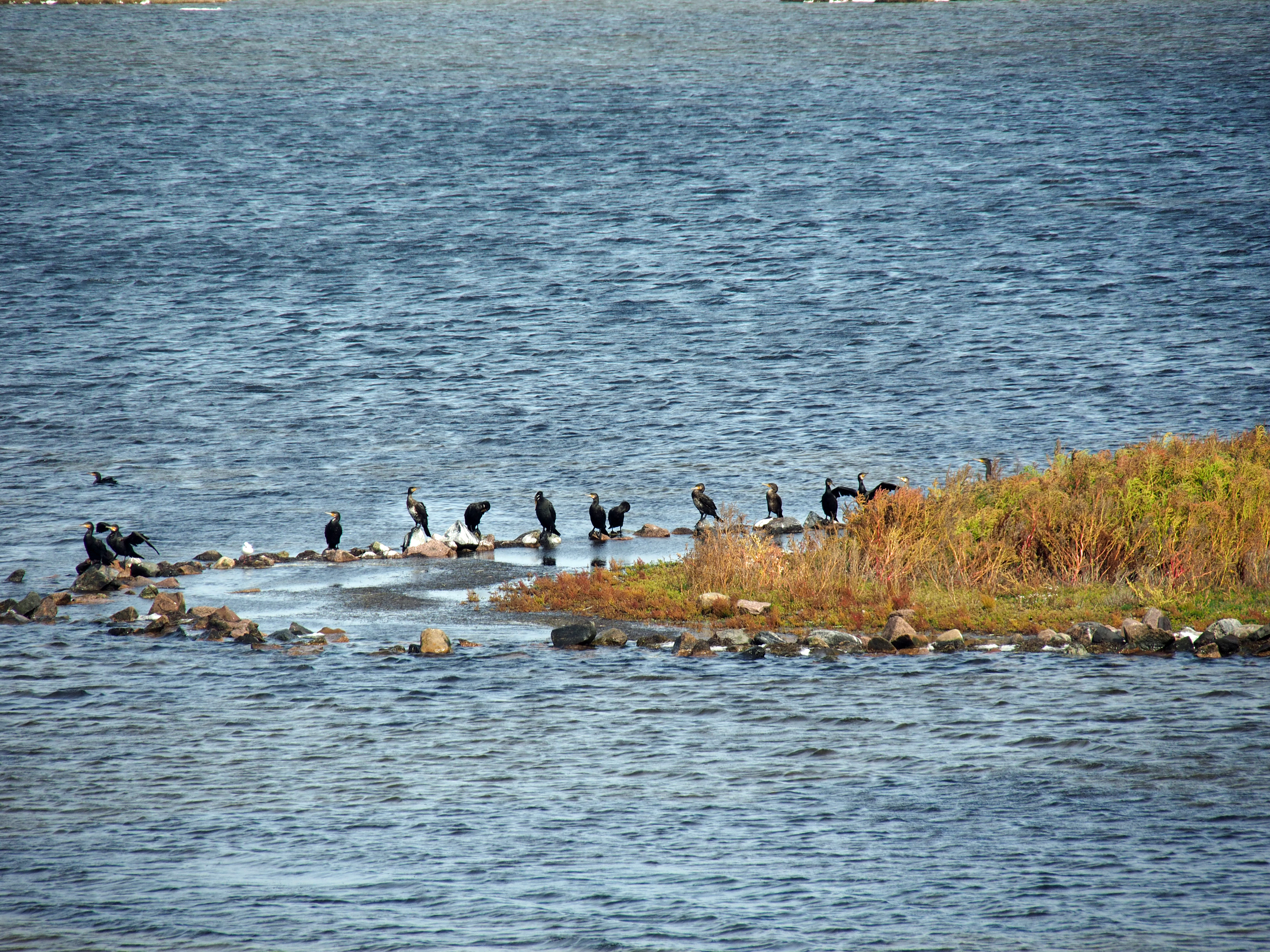
Brutinsel im Rantumbecken

Laut Standard-Datenbogen vom Mai 2019 sind folgende FFH-Lebensraumtypen und Arten für das Gesamtgebiet als FFH-Erhaltungsgegenstände mit den entsprechenden Beurteilungen zum Erhaltungszustand der Umweltbehörde der Europäischen Union (EEA) gemeldet worden (Gebräuchliche Kurzbezeichnung (BfN)):
FFH-Lebensraumtypen nach Anhang I der EU-Richtlinie:
- 1160 Flache große Meeresarme und -buchten (Flachwasserzonen und Seegraswiesen) (Gesamtbeurteilung B)[15]
- 2190 Feuchte Dünentäler (Gesamtbeurteilung B)[16]
- 1310 Quellerwatt (Gesamtbeurteilung C)[17]
- 1330 Atlantische Salzwiesen (Gesamtbeurteilung B)[18]

Arten gemäß Artikel 4 der Richtlinie 2009/147/EG und Anhang II der Richtlinie 92/43/EWG:
- A056 Löffelente (Anas clypeata) (Gesamtbeurteilung B)[19]
- A149 Alpenstrandläufer (Calidris alpina) (Gesamtbeurteilung B)[20]
- A143 Knutt (Calidris canutus) (Gesamtbeurteilung B)[21]
- A081 Rohrweihe (Circus aeruginosus) (Gesamtbeurteilung B)
- A157 Pfuhlschnepfe (Limosa lapponica) (Gesamtbeurteilung B)[22]
- A132 Säbelschnäbler (Recurvirostra avosetta) (Gesamtbeurteilung C)[23]
- A194 Küstenseeschwalbe (Sterna paradisaea) (Gesamtbeurteilung C)[24]
- A048 Brandgans (Tadorna tadorna) (Gesamtbeurteilung B)[25]

Im Kapitel 3.3. Andere wichtige Pflanzen- und Tierarten des SDB werden noch folgende Amphibienarten erwähnt:
- 1202 Kreuzkröte[26]
- 1214 Moorfrosch[27]

Eine Bewertung dieser beiden Arten entfällt wegen der geringen Populationsgröße.

## FFH-Erhaltungsziele
Aus den oben aufgeführten FFH-Erhaltungsgegenständen werden als FFH-Erhaltungsziele von besonderer Bedeutung die Erhaltung folgender Lebensraumtypen und Arten im FFH-Gebiet vom Ministerium für Energiewende, Landwirtschaft, Umwelt und ländliche Räume des Landes Schleswig-Holstein erklärt:
- 1160 Flache große Meeresarme und -buchten (Flachwasserzonen und Seegraswiesen)
- 2190 Feuchte Dünentäler

Aus den oben aufgeführten FFH-Erhaltungsgegenständen werden als FFH-Erhaltungsziele von Bedeutung die Erhaltung folgender Lebensraumtypen und Arten im FFH-Gebiet vom Ministerium für Energiewende, Landwirtschaft, Umwelt und ländliche Räume des Landes Schleswig-Holstein erklärt:
- 1310 Quellerwatt
- 1330 Atlantische Salzwiesen

Von den im Kapitel FFH-Erhaltungsgegenstände genannten Arten des SDB wurde keine in die Liste der FFH-Erhaltungsziele aufgenommen.

## FFH-Analyse und Bewertung
Das Kapitel FFH-Analyse und Bewertung im Managementplan beschäftigt sich unter anderem mit den aktuellen Gegebenheiten des FFH-Gebietes und den Hindernissen bei der Erhaltung und Weiterentwicklung der FFH-Lebensraumtypen. Die Ergebnisse fließen in den FFH-Maßnahmenkatalog ein.
Die Salzwiesen als flächenmäßig größter FFH-Lebensraumtyp im FFH-Gebiet sind bezüglich ihres Arteninventars wenig erforscht. Die künstliche Regulierung des Wasserstandes sollte sich möglichst an die Bedingungen des natürlichen Wechsels von Ebbe und Flut orientieren. Wegen des geringen Wasseraustausches durch das Siel ist dies aber nur begrenzt möglich. So weisen die Salzwiesen keine mäandrierenden Priele auf, wie sie an den offenen Küsten des Wattenmeeres üblich sind. Die großen Flächen mit Schilfbewuchs sind für Salzwiesen untypisch. Sie haben den typischen Salzwiesenbewohnern wie Kiebitz, Bekassine und Uferschnepfe den Lebensraum genommen.
Der Lebensraumtyp Quellerwatt besiedelt nur sehr kleine Flächen vor dem Röhricht im Nordosten. Auch er benötigt mehr Tidenhub, als ihm das Rantumbecken bieten kann.
Der Lebensraumtyp Feuchte Dünentäler belegt mehrere schmale Streifen im Südwesten am inneren Deichfuß. Ihnen droht ebenfalls ein Zuwachsen durch Schilf und damit kein guter Lebensraum für Amphibien. Es fehlen geeignete flache Tümpel als Laichgewässer.

## FFH-Maßnahmenkatalog
Der FFH-Maßnahmenkatalog im Managementplan führt neben den bereits durchgeführten Maßnahmen geplante Maßnahmen zur Erhaltung und Entwicklung der FFH-Lebensraumtypen im FFH-Gebiet an. Konkrete Empfehlungen sind hier in 12 Maßnahmenblättern und einer Maßnahmenkarte beschrieben.
Der Schwerpunkt der Maßnahmen ergibt sich aus der Verringerung der Brutvogelbestände in dem FFH-Gebiet in der letzten Dekade, die wiederum eine Folge der Sukzession vieler Flächen ist. Die Erhaltung der FFH-Lebensraumtypen steht deshalb nicht im Vordergrund. Dies zeigt sich an den vorgeschlagenen Maßnahmen, die mehrheitlich dem Vogelschutz dienen:
- Maßnahmenblatt 1: Künstliche Tide für Rastvögel
- Maßnahmenblatt 2: Anlage von Brutinseln und Brutflößen mit Schutzvorrichtungen gegen Nesträuber
- Maßnahmenblatt 3: Rinderbeweidung gegen die zunehmende Verschilfung der Salzwiesen zur Wiederbesiedlung mit Küsten- und Wiesenvögeln
- Maßnahmenblatt 4: Rinderbeweidung der Dünentalreste zur Schaffung von Habitaten mit niedrigem Bewuchs für die Kreuzkröte
- Maßnahmenblatt 5: Bejagung der Nesträuber, wie Fuchs, Marderhund und Waschbären zum Schutz der Bodenbrüter
- Maßnahmenblatt 6: Offenhaltung der Flugwege von Seevögeln und Entfernen von Gehölzen zur Verringerung von Ansitzmöglichkeiten für Raubvögel
- Maßnahmenblatt 7: Einstellung der Reusenfischerei im Rantumbecken zum Schutz von eingewanderten Fischen
- Maßnahmenblatt 8: Fischdurchlässigkeit der Siele verbessern
- Maßnahmenblatt 9: Erneuerung und Erweiterung der Sieltore zur Erhöhung des täglichen Tidenhubs im Rantumbecken
- Maßnahmenblatt 10: Anlage neuer Flachgewässer für Amphibien und Wasservögel
- Maßnahmenblatt 11: Anlage eines Vogelbeobachtungsweges mit Beobachtungshütte an der Südspitze des Rantumbeckens
- Maßnahmenblatt 12: Anlage zusätzlicher Sieltore, um bei Sturmfluten größere Teile gezielt überfluten zu können. Damit sollten zum Schutz der Brut von Säbelschnäbler und Seeregenpfeifer außerhalb der Brutzeit Bedingungen nachgeahmt werden, wie sie auch im offenen Wattenmeer auftreten.

## FFH-Erfolgskontrolle und Monitoring der Maßnahmen
Eine FFH-Erfolgskontrolle und Monitoring der Maßnahmen findet in Schleswig-Holstein alle 6 Jahre statt. Der Managementplan wurde 2020 veröffentlicht. Somit wäre 2026 die nächste FFH-Erfolgskontrolle fällig.